# Бангор (Морбијан)
Бангор (фр. Bangor) је насељено место у Француској у региону Бретања, у департману Морбијан.
По подацима из 2011. године у општини је живело 939 становника, а густина насељености је износила 36,77 становника/km².

## Демографија
| 1962. | 1968. | 1975. | 1982. | 1990. | 2011. |
| ----- | ----- | ----- | ----- | ----- | ----- |
| 578   | 550   | 563   | 637   | 735   | 939   |